# Турчинський ліс
Турчинський ліс — ландшафтний заказник місцевого значення. Оголошений відповідно до рішення 25 сесії Вінницької обласної ради 5 скликання від 29.07.2009 р. № 834. Розташований на північно-західній околиці смт Теплик Вінницької області, перебуває у віданні ВОКСЛП «Віноблагроліс». Площа 59,7 га.
Охороняється ділянка грабово-дубового лісу зі значною участю ясена та клена у деревостані, окремих дерев модрини європейської та сосни кримської та травостою в покриві якого домінує зірочник жорстколистний та ланцетолистий тощо та численними джерелами ґрунтової води (8 шт.), які живлять річку Турчинка. Лісові угрупування дещо трансформовані і не відзначаються високим флористичним різноманіттям.
За фізико-географічним районуванням України (1968), територія ландшафтного заказника належить до Бершадського району області Подільського Побужжя Придніпровсько-Приазовської височини Дністровсько-Дніпровської лісостепової зони.
За геоботанічним районуванням України (1968) територія належить до Хмільницько-Погребищенського району геоботанічного округу дубово-грабових та дубових лісів Південної підпровінції Правобережної провінції Європейської широколистяної області. Загальна площа 59,7 га. Для цієї території характерні хвилясті лесові рівнини з фрагментами дубово-грабових лісів на опідзолених, реградованих та типових вилугованих і карбонатних чорноземних ґрунтах, тобто з геоморфологічної точки зору описувана територія являє собою Південнобузьку лесову розчленовану рівнину.
У геологічному відношенні територія належить до фундаменту Українського кристалічного щита, що представлений ранньопротерозойськими скадчастостями: гранітів та гнейсів. Осадкові — відклади, що перекривають кристалічний фундамент прилучені до неогенової системи і складені сіро-зеленими місцями жовтими глинами. Ґрунтовий покрив характеризується типовими чорноземами неглибокими і глибокими мало гумусними карбонатними і вилугуваними.
Територія заказника знаходиться в межах рівнинної атлантикоконтинентальної області помірного кліматичного поясу. Клімат території помірно континентальний. Для нього є характерним тривале нежарке літо, і порівняно недовга, м'яка зима. Середня температура січня становить — 6° С, а липня становить + 19°С. Річна кількість опадів станови іь від 575 і менше мм.
Ділянка являє собою невіддільну частину екомережі, діяльність якої спрямована на відтворення та збереження екосистем.